# یوزف لودویگ فون آرمانسپرگ
یوزف لودویگ فون آرمانسپرگ (انگلیسی: Josef Ludwig von Armansperg؛ ۲۸ فوریه ۱۷۸۷ – ۳ آوریل ۱۸۵۳ (۶۶ سال)) یک سیاست‌مدار اهل پادشاهی بایرن بود.